# Путевой дворец (Городня-на-Волге)
Путево́й дворе́ц в Горо́дне-на-Во́лге — здание  в селе Городня в Конаковском районе Тверской области, один из путевых дворцов, построенных на пути из Петербурга в Москву по приказанию Екатерины II. Является объектом культурного наследия федерального значения.

## История

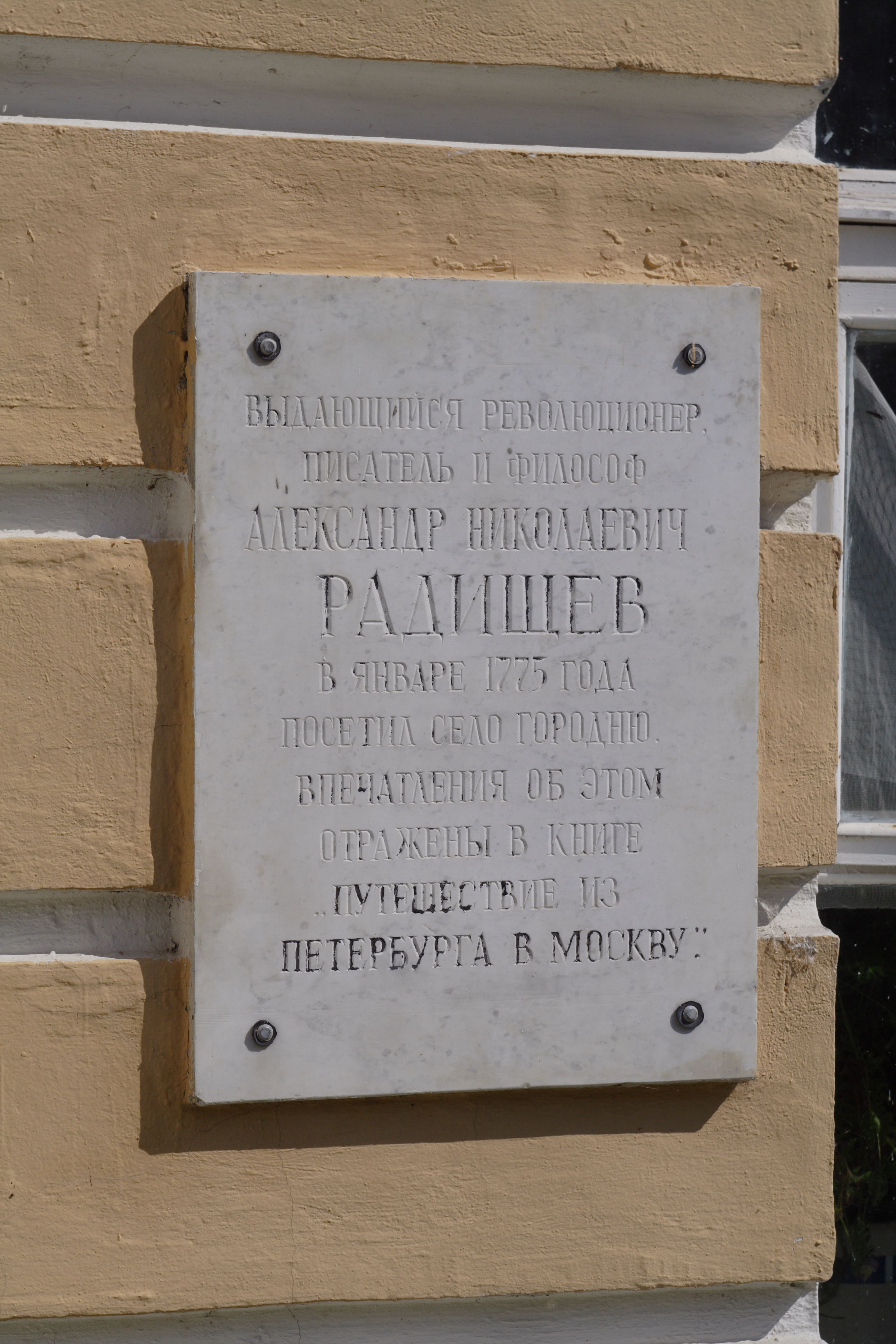
Мемориальная доска А. Н. Радищеву

В конце XVIII века в Городне был построен Путевой дворец (архитектор М. Ф. Казаков), в котором останавливались цари, государственные курьеры, иностранные дипломаты.
По другим данным, автором проекта дворца был архитектор П. Р. Никитин, а возведён дворец был в стиле позднего барокко в 1776 году по указу Екатерины II; по аналогичному проекту строились Путевые дворцы в Торжке, Вышнем Волочке, Выдропужске, Медном.
В состав дворца входили:
- главное двухэтажное здание,
- два одноэтажных флигеля и
- хозяйственные постройки: конюшня, каретник, навес на столбах.

В южном флигеле был устроен небольшой домовый храм. Весь комплекс был обнесён каменной стеной с проездными воротами.
Это был большой каменный двухэтажный дом, в котором находился станционный смотритель, комнаты для ночлега и кухня. Сзади дома были устроены на каменных столбах навесы, где останавливались лошади и экипажи проезжающих, и куда вводились тройки ямских лошадей в ожидании седоков. Рядом с гостиной были выстроены два здания для прислуги. Путевой дворец и постройки были обнесены высокой каменной стеной и обсажены деревьями. В 1809-10 был перестроен в стиле позднего классицизма под почтовую станцию по проекту архитектора Л. Руска. Подобные станции строились во всех крупных селениях на тракте, соединявшем две столицы. Убранство фасадов выполнено скромно.
По появлению чугунки (железная дорога Петербург — Москва прошла неподалёку от села в 1851 году), концепция путевых дворцов пришла в упадок; конкретно этот более 100 лет был больницей (под эти цели он был передан в 1880 году, больница открылась на 25 коек); стоматологический кабинет располагался в бывшей конюшне.
На XXI век, сохранились главный дом (отремонтирован в 2004 году), 2 флигеля (перестроены) и ограда (полуразрушена) с воротами.
На здании — мемориальная доска в честь пребывания в Городне А. Н. Радищева.